# Pentaedrusaurus
Pentaedrusaurus (betekent 'vijfhoekige [schedel] hagedis') is een geslacht van uitgestorven procolophonide parareptielen uit het Vroeg-Trias van China. Het is een van de meest basale leden van de procolophonide onderfamilie Leptopleuroninae. 
De enige en typesoort Pentaedrusaurus ordosianus werd in 1989 door Li benoemd uit de Heshanggouformatie. De geslachtsnaam is afgeleid van het Grieks penta, 'vijf', en hedron, 'hoek'. Een correcte combinatie had overigens 'Pentahedrosaurus' moeten luiden. De soortaanduiding verwijst naar de herkomst uit het Ordosbekken.
Het holotype IVPP P 8735 is bij Mazhen in Shaanxi gevonden. Het bestaat uit een skelet met schedel en onderkaken.